# Sucre (Sucre)
Sucre es un municipio colombiano del departamento homónimo ubicado en la subregión de La Mojana. La población fue fundada por Jerónimo de Bombanti el 1 de enero de 1799, y en 1910 fue elevada a la categoría de municipio. Es conocido como «La Perla de La Mojana».

## División Político-Administrativa
Aparte de su Cabecera municipal. Sucre tiene bajo su jurisdicción los centros poblados:
- Arboleda
- Campo Alegre
- Córdoba
- El Congreso
- Hato Nuevo
- La Palma
- La Ventura
- Montería
- Naranjal
- Nariño
- Orejero
- Pampanilla
- San Luis
- San Mateo
- Totumal
- Travesía

## Historia

### Época precolombina
En la época precolombina el territorio de Sucre estuvo habitado por los indígenas Sinú, reconociéndose en la región a los grupos familiares Caribes Y Zenùes, que posteriormente se fusionaron dando origen a otros subgrupos como fueron los Fincenúes, Zenufanes y Panzenúes, siendo este último el que poblaría esta provincia. 
Esta familia Zenú pertenecía lingüísticamente a los Caribe. Los objetos encontrados en la región como vasijas, narigueras, collares, brazaletes, ollas, etc., demuestran esta afinidad. Los Zenúes tenían como principales actividades económicas la agricultura, la caza y la pesca. Estos indígenas se encontraban diseminados por toda la extensión territorial del municipio de Sucre, organizados en numerosas aldeas, ubicadas en las orillas de los caños y ciénagas, sitios en donde hoy se levantan la mayoría de los corregimientos y veredas del municipio. También construyeron numerosas islas artificiales donde se trasladaba parte de la población para protegerse de las inundaciones; tal es el caso de algunas islas existentes en los centros poblados y veredas: Isla del Coco, El Congreso, Malambo, Montería, Campo Alegre y San Mateo, entre otros. 

### Fundación
La llegada de los españoles a estas tierras se hizo siguiendo el curso de los ríos y caños de la región. Jerónimo de Bombatí fundó el poblado el 1 de enero de 1799, con el nombre de Boca de Atajo; posteriormente, en 1835, pasó a llamarse Boca de Granadina, y finalmente, en 1849, recibió el nombre de Sucre.
Jerónimo de Bombatí pasó a convertirse en el intermediario de estos pueblos; con esto se inició el proceso de mestizaje en la región. La inmigración de gente vecina a Mompós en el siglo XVIII, atraída por la belleza de la región, trajo como consecuencia la refundación de poblaciones en sitios donde se levantaron antiguas aldeas; de esta forma comenzó a surgir gran parte de los corregimientos y veredas que conforman la geografía de Sucre. 

### Auge industrial y panelero
En el año 1910 Sucre es elevado la categoría del municipio. A partir de esta fecha comenzó a desarrollarse notablemente, aprovechando su nueva categoría. Desde 1916 se presentaron las más grandes inundaciones que deformaron el proceso agropecuario de la región. 
La década de 1930 fue de notable desarrollo industrial, destacándose las fábricas de hielo, jabón, azúcar y cafeteras. Sucre se convirtió en el gran centro comercializador de panela que abastecía el mercado del Caribe Colombiano y países vecinos.
Con ese mismo impulso siguieron los primeros años de vida municipal, iniciándose así al reforzamiento de la actividad agrícola, en el que aparece el cultivo de la caña de azúcar y su derivado, la panela de hojita, como el principal producto del desarrollo municipal, hasta el punto de que el 80% de la población vivía de él.
Aparecieron las grandes fincas -más de un centenar- con cultivo de caña y producción de panela, en rudimentarios pero eficaces trapiches de madera o hierro, produciendo cada finca un promedio de 5.000 panelas por semana, transportadas a lomo de burro o mula hasta el centro de concentración en Sucre, para luego ser enviadas en botes o remolques (cada uno con cien mil panelas por viaje) a los centros de distribución del Caribe Colombiano (Magangué y Barranquilla), y al interior del país.
Junto con la producción panelera y el auge comercial que ésta propició, se originó una incipiente actividad industrial que dio lugar a la instalación, entre los años veinte y treinta del siglo XX, de algunas fábricas de azúcar, jabón, hielo y café. Proyectándose para esos tiempos Sucre como "La perla de La Mojana".

### Auge arrocero
Luego de una época de prosperidad con la producción panelera y el auge industrial y comercial, se pasa la otra forma de vida económica dependiente de un nuevo cultivo, el del arroz, propiciado por las inundaciones que aumentaron considerablemente con la apertura del canal artificial de Morrohermoso, también conocido como Boca del Cura, que pretendía conectar al río Cauca con el caño Mojana, en el año 1938. Sin embargo, las inundaciones alteraron el relieve e hicieron desaparecer paulatinamente los cultivos de caña de azúcar y con ello provocaron la reducción y desaparición de la industria panelera en más de un 80%. Por este motivo, muchas familias decidieron emigrar dejando atrás los centros industriales, quedando sólo las grandes casas de almacenamiento y la infraestructura abandonada.
Los pobladores, en un esfuerzo por subsistir, y necesitados de fuentes de trabajo, experimentaron con el cultivo del arroz, pasando así de productores de panela a arroceros, constituyéndose como el principal producto y panacea de la dura crisis económica provocada por las crecientes y la desaparición de las fincas paneleras. De ahí que las décadas de los años sesenta, setenta y comienzos de los ochenta del siglo XX se afianzaron nuevos negocios, notándose un renovado impulso de desarrollo en el pueblo. Se instalan entonces las casas arroceras con molinos, piladoras y máquinas de secado. 
Poco a poco retornó el comercio, representado en el envío de centenares de toneladas anuales de arroz en botes y canoas de carga, lo que posicionó nuevamente al municipio, que dejó de pertenecer al departamento de Bolívar, sino, al recién creado departamento de Sucre (1966-67), como el gran centro agrícola regional. Esto ha dado lugar a numerosos estudios para mejorar la producción y evitar los daños que periódicamente causan las crecientes por el rebosamiento de las ciénagas y la sedimentación de los caños.
Posteriormente resurgió un notable avance agropecuario que motivó el regreso de centenares de emigrantes y el establecimiento de nuevas familias vendidas el departamento de Bolívar, surgiendo nuevas veredas como San Rafael, El Socorro, Buenos Aires, entre otras.

### Gabriel García Márquez en el municipio
En el municipio de Sucre, Gabriel García Márquez vivió parte de su niñez y se inspiró para muchos de sus escritos. Los García Márquez llegaron al municipio de Sucre en 1939, cuando GGM tenía doce años y cuando el padre, Gabriel Eligio García, emprendió algunos negocios, entre ellos una tienda y una farmacia en lo que era un próspero puerto sobre el río Mojana. Allí nacieron cinco de sus hermanos. Antes habían vivido en Sincé, la tierra donde nació su padre y donde también nació Jaime, otro de los hermanos de Gabriel.
De acuerdo con Isidro Álvarez, historiador y escritor, la permanencia de García Márquez en Sucre fue fuente de inspiración de varias de sus obras al recrear las historias que por vía oral le relataron en La Mojana. De acuerdo con Álvarez fue en Sucre, Sucre, donde García Márquez perdió la virginidad en un burdel donde fue a cobrar un dinero del negocio de su padre. «El hecho aparece confesado en la obra Vivir para contarla y traspuesto en otras obras como La cándida Eréndira, El amor en los tiempos del cólera y Memoria de mis putas tristes», expresó Álvarez.
Fue en Sucre, donde ocurrió en 1951 la historia de los hermanos que matan a un hombre para vengar la deshonra de su hermana y que el Nobel plasmaría luego en su libro Crónica de una muerte anunciada. García M. jamás volvió a Sucre, donde su familia vivió hasta 1952 y donde nacieron cinco de sus hermanos, pero su hermano Jaime García Márquez volvió en repetidas oportunidades.

## Geografía
Sucre es un municipio ubicado en la parte suroriental del departamento de Sucre, a 74°43′31″ de longitud occidental y a 8° 48' 50" de latitud norte, con una superficie terrestre de 1130 km².
El municipio se encuentra inmerso en la depresión momposina, lo que lo caracteriza como territorio bajo (15 m s. n. m.), con llanuras fértiles, las cuales representan un 70% aproximadamente, y grandes centros hídricos compuestos por ciénagas, zapales y caños que equivalen al 30% restante de la superficie. Esto lo hace frágil, inundándose en un 70% durante los períodos de lluvias torrenciales y abundantes (entre 1200 y 2800 cm³) debido a la humedad, causante también de las altas temperaturas, dadas entre los 27 y 38 °C, lo que la hace una zona bastante calurosa. 
Para el período de verano escasean las precipitaciones, y en algunos casos las sequías son muy intensas, lo que genera problemas ambientales y en el desarrollo de los cultivos. Por causa de estos dos períodos -sequía e inundaciones- se da el fenómeno de la trashumancia ganadera, lo que hace tener abundancia o escasez de productos pecuarios, dependiendo de la intensidad de los fenómenos climáticos.

### Límites y territorio
- Nororiente: Magangué (Bolívar).
- Sur: Majagual (Sucre).
- Occidente: San Benito Abad (Sucre).
- Suroriente: Achí (Bolívar).

### Medio ambiente
La vegetación propia del municipio de Sucre está determinada básicamente por caños, ciénagas y zapales, donde la cobertura vegetal predominante son herbáceos como gramíneas, leguminosas y ciperáceas, y de tipo hidrofítica que cubren gran parte de estos ecosistemas y caños circundantes; la masa arbórea está constituida por especies de características húmedas.  
Los mayores centros boscosos se encuentran localizados en las zonas más altas del oriente y sur del municipio y circundantes a los caños en formas de rodales aislados, pero se han visto afectados por la tala indiscriminada para establecimientos de potreros, fuente combustible y construcción, lo que genera que la vegetación natural sea cada vez más escasa.
Las especies de flora y fauna nativas por las actividades antrópicas han ido desapareciendo y la riqueza de los ecosistemas en mamíferos, reptiles, aves y peces se están viendo afectados por las actividades ilegales como la caza incontrolada de iguanas, icoteas y pisingo, sobre todo en la época de Semana Santa, así como aves migratorias de Canadá, hasta la casi extinción de algunas especies como el caimán, babillas, tigre y ponche, entre otros. 
En la actualidad se observan algunos árboles aislados en los grandes valles establecidos con pastos naturales, algunas especies de frutales y cultivos de pan coger.

## Símbolos

### Bandera

Bandera de Sucre.

La bandera o pabellón del municipio de Sucre se compone de tres franjas horizontales de igual tamaño. La franja superior, de color verde, simboliza la riqueza agrícola y natural del municipio. La franja del medio, de color blanco, simboliza la paz y la armonía que debe reinar entre los sucreños. En medio se encuentran tres estrellas doradas. Finalmente, la franja inferior, de color azul, representa la riqueza hídrica del territorio.

### Escudo

Escudo de Sucre.

El escudo del municipio de Sucre está dividido en cuatro cuarteles. En el cuartel superior derecho se encuentra una Cruz, insignia del municipio por celebrarse el 3 de mayo el día de la Santa Cruz con fiestas religiosas y taurinas.
El cuartel superior izquierdo, con fondo dorado, representa la riqueza natural del municipio con una palma y varios animales característicos de la región. El cuartel inferior izquierdo, con fondo verde, muestra el mapa del municipio. Finalmente, el cuartel inferior derecho, muestra un atardecer sobre el Caño Mojana y el sistema cenagoso del municipio.
En la parte superior del escudo, una divisa tiene el siguiente lema: «PROGRESO, RAZÓN, PAZ», y rodeando la parte inferior, una corona de laurel, símbolo de la victoria.

### Himno
| Coro Salve Sucre mi patria querida, tierra ardiente de luz y calor, hoy queremos tus hijos amantes con un himno mostrarte el amor. I Del Mojana la margen fecunda bajo un cielo radiante y azul luce Sucre sus galas brillantes como reinas vestidas de tul. | II Pueblo fuerte que avanza pujante con anhelo de gran libertad porque tiene por lema el trabajo y a su pueblo un amor sin igual. III Laboriosos y afables sus hijos conquistaron en esta región el aprecio de propios y extraños y el renombre de nuestra nación. |

## Vías de comunicación
- Terrestres: Hay vías carreteables pero de difícil acceso, dependiendo de las condiciones climáticas del año. En época de pleno invierno los caños y ciénagas alcanzan un buen nivel de agua, convirtiéndose el municipio en una inmensa red fluvial navegable por la interconexión que se da entre los caños y ciénagas, lo que contrasta con la época de verano, en que dichos caños y ciénagas se secan y ofrecen un camino de transporte vehicular.

- Fluviales: La principal vía de entrada a la cabecera municipal es el caño Mojana, que une al municipio de Sucre con el municipio de Magangué, Bolívar, que es el punto obligado de comunicación con los demás departamentos. Esta vía también se atiene a la época climática del año, ya que en épocas de sequía el caño Mojana baja considerablemente su nivel y a las chalupas y demás medios fluviales de transporte se les hace imposible llegar hasta la cabecera municipal, por lo que los pasajeros muchas veces tienen que caminar largos trayectos desde veredas y corregimientos vecinos al área urbana, o en su defecto pagar sobre costos en medios de transporte como motos, jeep y el tradicional bus de palo, que transportan pasajeros de comunidades como La Solera hasta el área urbana y viceversa. El caño Mojana en época de invierno comunica el área urbana de Sucre y algunas de sus comunidades con los municipios de Majagual y Guaranda. El transporte fluvial hacia las zonas rurales se hace a través de moto-canoas, las cuales transportan pasajeros entre la zona urbana y la rural.

## Estructura organizacional municipal
| Sucre        | Sucre       | Sucre                      |
| Departamento | Código DANE | Categoría municipal (2023) |
| ------------ | ----------- | -------------------------- |
| Sucre        | 70771       | Sexta                      |

- Personería: Es un centro del Ministerio Público de Colombia que ejerce, vigila y hace control sobre la gestión de las alcaldías y entes descentralizados; velan por la promoción y protección de los derechos humanos; vigilan el debido proceso, la conservación del medio ambiente, el patrimonio público y la prestación eficiente de los servicios públicos, garantizando a la ciudadanía la defensa de sus derechos e intereses.

- Concejo Municipal: Es la suprema autoridad política del municipio. En materia administrativa sus atribuciones son de carácter normativo. También le corresponde vigilar y hacer control político a la administración municipal. Se regulan por los reglamentos internos de la corporación en el marco de la Constitución Política Colombiana (artículo 313) y las leyes, en especial la Ley 136 de 1994 y la Ley 1551 de 2012.

Constituido por 13 concejales por un periodo de 4 años. 
- Alcaldía Municipal: En esta se encuentra la administración municipal y las entidades descentralizadas del municipio.

El Alcalde se pronuncia mediante decretos y se desempeña como representante legal, judicial y extrajudicial del municipio. El actual Alcalde municipal es Assad Cure Hernández (2024-2027), elegido por voto popular.
- JAL.